# Karin Nilsson (handbollsspelare)
Karin Birgitta Nilsson, född 30 juni 1972, är en svensk handbollstränare och tidigare handbollsspelare (vänstersexa).

## Karriär
Karin Nilssons handbollsliv startade i IFK Tumba, en klubb hon var trogen till dess att hon blev förstaårsjunior och värvades till Stockholmspolisens IF. Detta var 1990 och "Polisen" var då Sveriges bästa klubb på damsidan. Nilsson blev kvar i den föreningen till 1994 då Märsta och laget Skånela IF blev nästa adress. Skånela var adressen fram till 1997 när Nilsson flyttade till Norge för proffsliv i tre år, ett i Bodö i IK Junkeren och två i Skien i Gjerpen Håndball. Efter detta valde Nilsson att flytta hem till Skånela och spelade där till 2006.  Hon har alltså spelat 13 år i elitserien. Kantspelare med kontringar som specialitet var Nilssons position som spelare för det mesta och hon var van att spela hela matcherna, både i anfall och i försvar. Hon var en målfarlig spelare och vann skytteligan två år i elitserien, 2000-2001 och 2001-2002.
Karin Nilsson debuterade i A-landslaget 1993. Åren 1993-1994 gjorde hon bara två landskamper, men blev sedan ordinarie och mästerskapsspelare. Nilsson fanns sedan med i landslaget fram till 2001. Under dessa åtta år spelade Nilsson 119 landskamper och lade 291 mål för landslaget. Hennes sista mästerskap var med "det leende landslaget" i Italien-VM 2001. Med över 100 landskamper är hon "Stor tjej".

## Tränaruppdrag
Efter den aktiva karriären blev Karin Nilsson handbollstränare. Ett av hennes första uppdrag var i Gökstens BK. 2009 lämnade Nilsson Gökstens BK, som åkte ner i div 2, och tog över Skånela IF 2009-2012. 2012-2013 var hon assisterande i IFK Tumba för damlaget i elitserien. Tumba kom sist i serien med 0 poäng. Åren efter 2013-2015 var hon assisterande tränare i Spårvägens HF Där stannade hon till 2015 då Spårvägen tvingades kvala för att behålla sin elitserieplats. Som synes inte några framgångar. Hon är (2017) tränare för Skånelas damjuniorer och de vann junior-SM 2017 i Malmö.